# نوبون ليرتشيواكارن
نوبون ليرتشيواكارن (بالتايلندية: นพวรรณ เลิศชีวกานต์) مواليد 18 نوفمبر 1991 في تايلاند، هي لاعبة كرة مضرب تايلندية بدأت مسيرتها كمحترفة سنة 2009 وتحتل حالياً المرتبة 485 (07 مارس 2016) في تصنيف رابطة محترفات كرة المضرب. هي إحدى بطلات الجراند سلام. أعلى تصنيف لها كان 149.

## النهائيات

### الزوجي: 1 (الوصافة 1)
| الحصيلة | الرقم | التاريخ     | الدورة                    | الأرضية | الشريك     | المنافس في النهائي              | النتيجة في النهائي |
| الوصافة | 1.    | 6 مارس 2011 | ماليزيا المفتوحة، ماليزيا | صلبة    | جيسيكا مور | دينارا سافينا غالينا فوسكوبويفا | 7–5, 2–6, [10–5]   |

## الميداليات
| الميدالية | المسابقة                   |
| --------- | -------------------------- |
| برونزية   | دورة الألعاب الآسيوية 2010 |
| فضية      | ألعاب جامعية صيفية 2013    |

## روابط خارجية
- نوبون ليرتشيواكارن على موقع رابطة محترفات التنس (الإنجليزية)
- نوبون ليرتشيواكارن على موقع الاتحاد الدولي لكرة المضرب (الإنجليزية)
- نوبون ليرتشيواكارن على موقع كأس بيلي جين كينغ (الإنجليزية)
- نوبون ليرتشيواكارن على موقع خلاصة التنس.كوم (الإنجليزية)
- نوبون ليرتشيواكارن على موقع إي إس بي إن.كوم (الإنجليزية)